# 라디오 텔레비전 동티모르

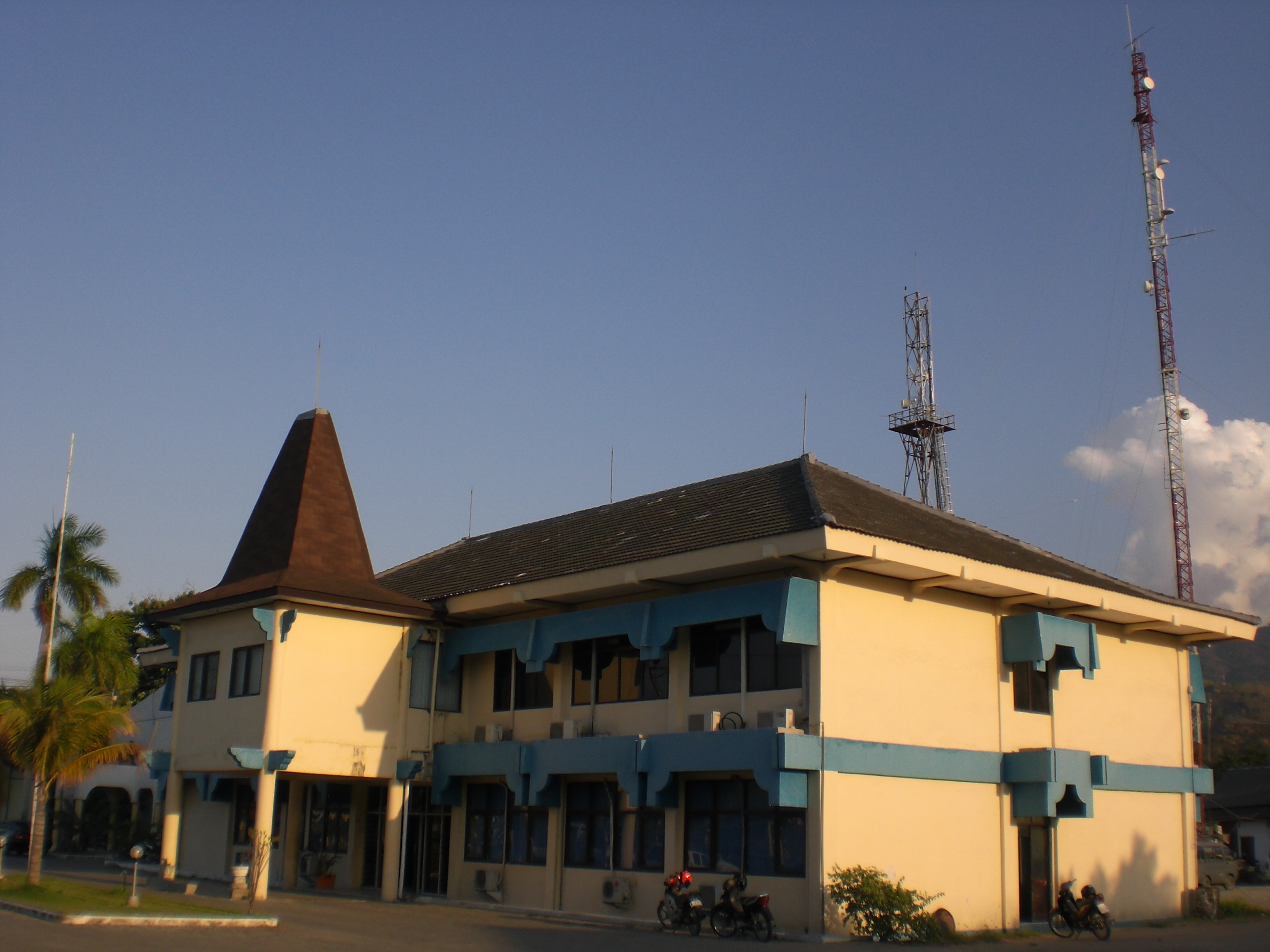
RTTL 라디오 텔레비전 방송국(2009년)

라디오 텔레비전 동티모르(포르투갈어: Rádio-Televisão Timor Leste, RTTL)는 동티모르의 공영 방송이다. RTTL은 동티모르에서 운영하는 라디오 및 텔레비전 방송국이다. 이전 명칭은 TVRI 티모르 티무르(1978~2002)였으며, 독립 후 RTTL로 현재의 명칭으로 변경하였다. 또한 RTTL은 동티모르 전역 뿐만 아니라 인도네시아 서티모르에서도 시청 할 수가 있다.

## 라디오
RTTL 라디오는 테툼어와 포르투갈어로 방송되는 라디오 동티모르(RTL)로 알려져 있다. 라디오 동티모르는 63명의 스태프가 현지에서 제작한 34개의 프로그램으로 하루 16시간 방송된다. RTL의 프로그램 중 7%는 비정부기구 기관을 포함한 외부 제작사들이 제작한다. 동티모르 통계 조사에 따르면, 라디오 동티모르(RTL)는 주요 정보 채널이며, 인구 범위가 가장 넓다.

## 텔레비전
1978년 인도네시아 점령 시기 "TVRI 티모르 티무르"라는 이름으로 방송을 시작했으며, 1999년 "TV UNTAET"라는 이름을 변경했다가, 2002년 인도네시아로부터 독립하면서 현재의 이름으로 변경하였다.
RTTL은 동티모르 현지에서 제작된 일부 프로그램과 포르투갈의 공영방송 RTP의 뉴스 프로그램을 중계 하기도 했다. 과거에는 오스트레일리아의 ABC와 영국의 BBC 월드 뉴스 등 몇몇 프로그램을 방송하기도 했다. 2008년 9월, 브라질의 방송사 TV 글로부와 계약을 체결하여 제휴관계를 맺고 있다.